# Xenie Andrejevna Romanovová
Xenie Andrejevna Romanovová (10. března 1919, Paříž – 22. října 2000, Rouffignac) byla ruská princezna a prapravnučka cara Mikuláše I. a pravnučka cara Alexandra III.

## Život
Narodila se 10. března 1919 v Paříži jako dcera prince Andreje Alexandroviče Romanova a princezny a vévodkyně Alžběty Sasso-Ruffo.
V roce 1918 její rodiče opustili Rusko.
Xenie byla vzdělávána doma a část svého dětství prožila v domě své babičky velkovévodkyně Xenie Alexandrovny ve Windsoru. Po smrti krále Jiřího V. roku 1936 se přestěhovali do paláce Hampton Court, který jim poskytl král Eduard VIII.
Roku 1938 nastoupila na Londom Ballet School, ale kvůli vypuknutí druhé světové války nemohla studium dokončit. Během druhé světové války pracovala jako zdravotní sestra v nemocnici a poté jako dobrovolnice v ruské charitativní společnosti pro chudé.
Dne 17. června 1945 se vdala za amerického pilota Calhouna Ancruma. Odešli do Německa a následně do USA. Roku 1954 se rozvedli.
Dne 7. dubna 1958 se v Teheránu vdala za Geoffreyho Tootha, který byl vedoucím oddělení psychologického zdraví na britském ministerstvu zdravotnictví a členem expertní poradenské skupiny Světové zdravotnické organizace. Roku 1970 se přestěhovali do francouzského Rouffignac.
Roku 1979 se stala členkou Romanovské rodinné asociace.
Roku 1998 se zúčastnila spolu s dalšími členy rodu Romanovců znovupochování ostatků cara Mikuláše II., jeho manželky, dětí a služebnictva.
Zemřela 22. října 2000 v Rouffignac.